# Iglesia del convento de Nuestra Señora de la Asunción (Pinto)
La iglesia del convento de Nuestra Señora de la Asunción o iglesia del convento de las Clarisas Capuchinas de Pinto es un templo anexo al cenobio de monjas Clarisas Capuchinas, sito en la plaza de las Capuchinas de esa localidad de la Comunidad de Madrid (España).

## Descripción
De estilo neoclásico, la planta es de cruz latina con bóveda de cañón con lunetos y cúpula sobre el crucero. Los muros cuentan con pilastras toscanas, hornacinas y arcos de medio punto. En el presbiterio se conserva la imagen de Nuestra Señora de la Asunción, patrona de Pinto.
En los muros exteriores se alternan mampostería y ladrillo, con una pequeña espadaña en el muro sur y un atrio orientado al este. 
Promovida por don Pedro Pacheco y Chacón, primer marqués de Castrofuerte y hermano del primer conde de Pinto don Luis Carrillo de Toledo, y dirigida por Juan Cabello, la construcción de la iglesia finalizó en 1703.
Fue incluida en el Inventario de Bienes Culturales de la Comunidad de Madrid el 17 de septiembre de 2010. En la actualidad cuenta con el estatus de Bien de Interés Patrimonial.

## Galería de imágenes

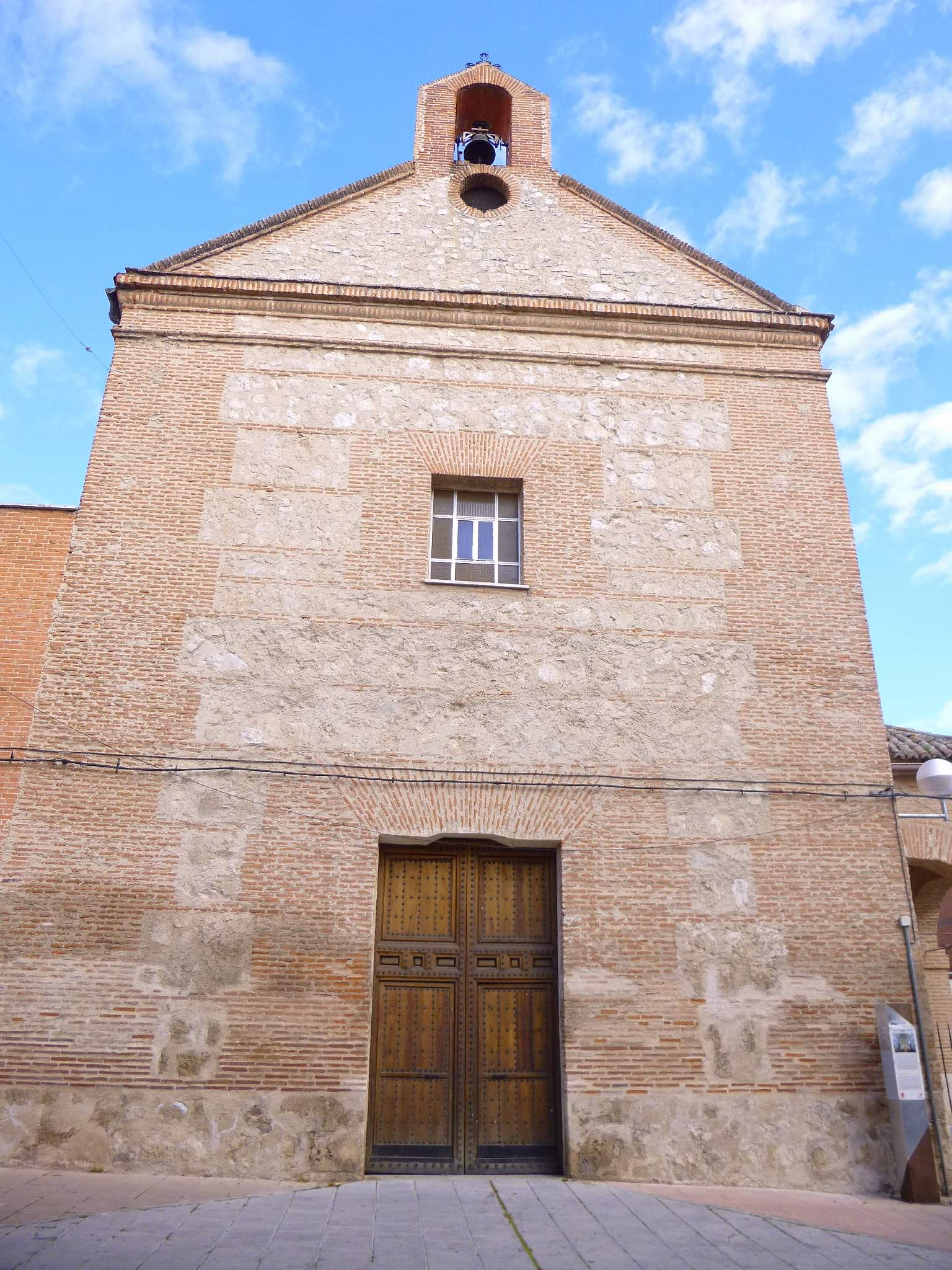
Muro sur con espadaña.
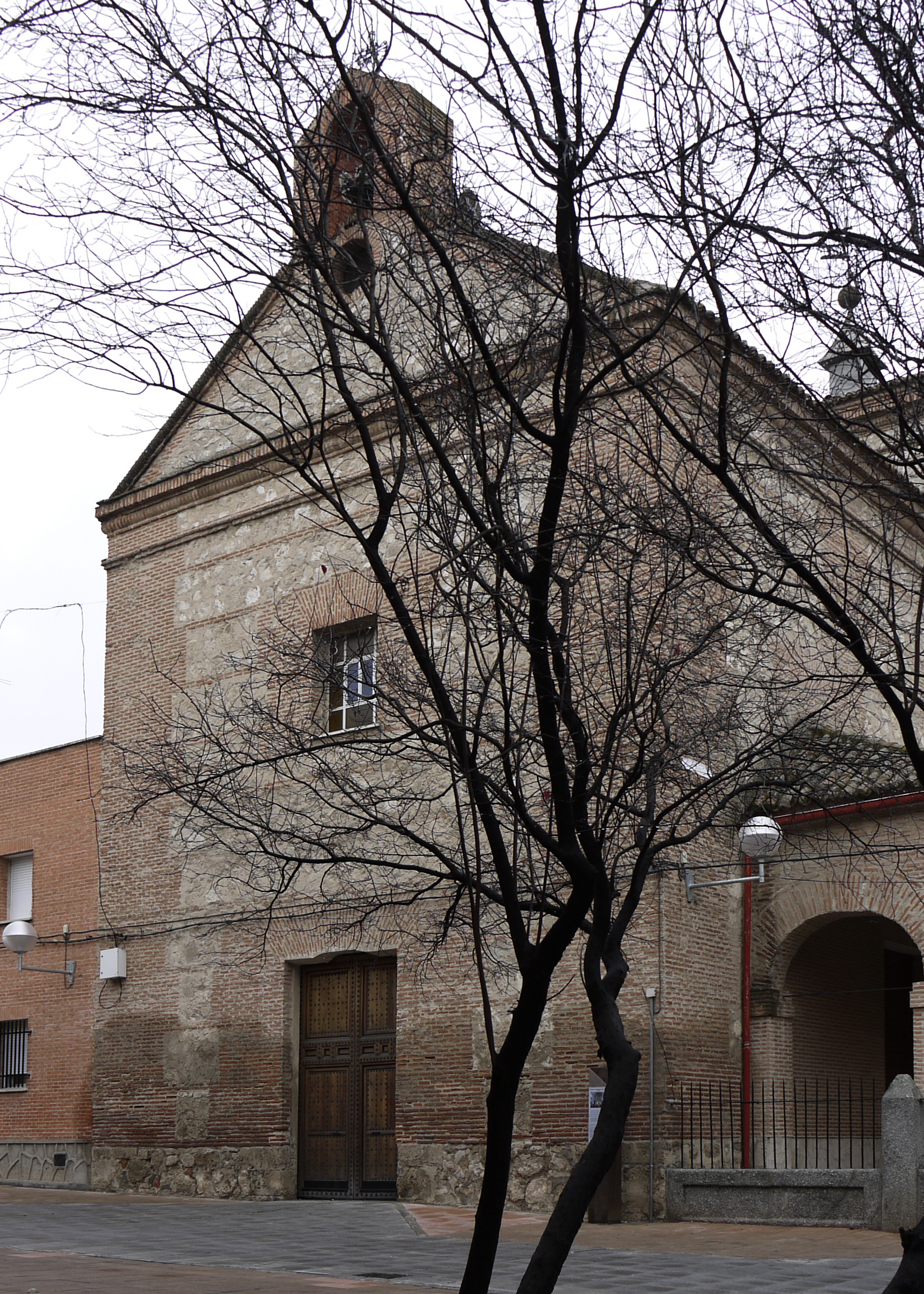
Muro sur y, a la derecha, el atrio.
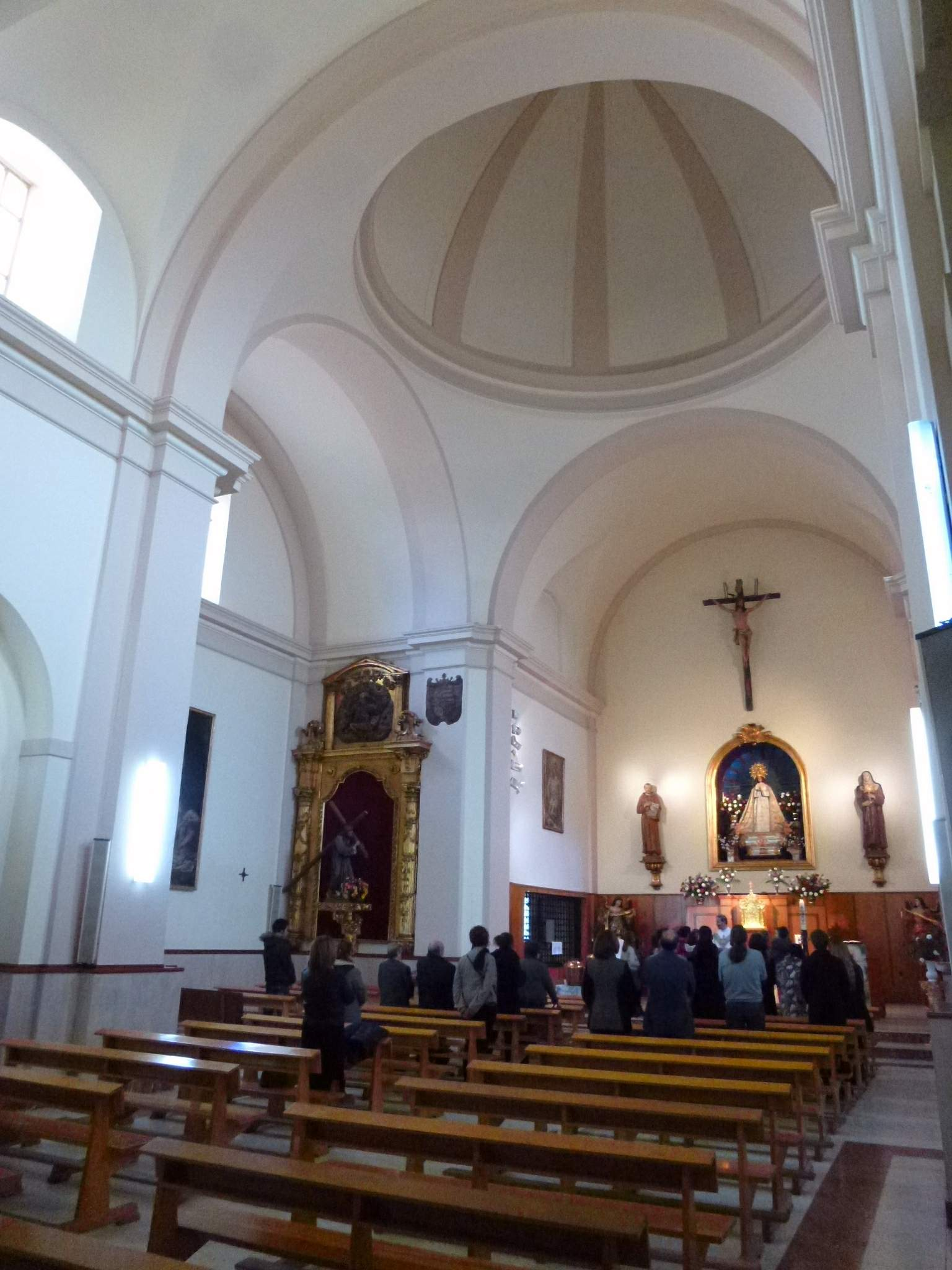
Interior. Cúpula y presbiterio.
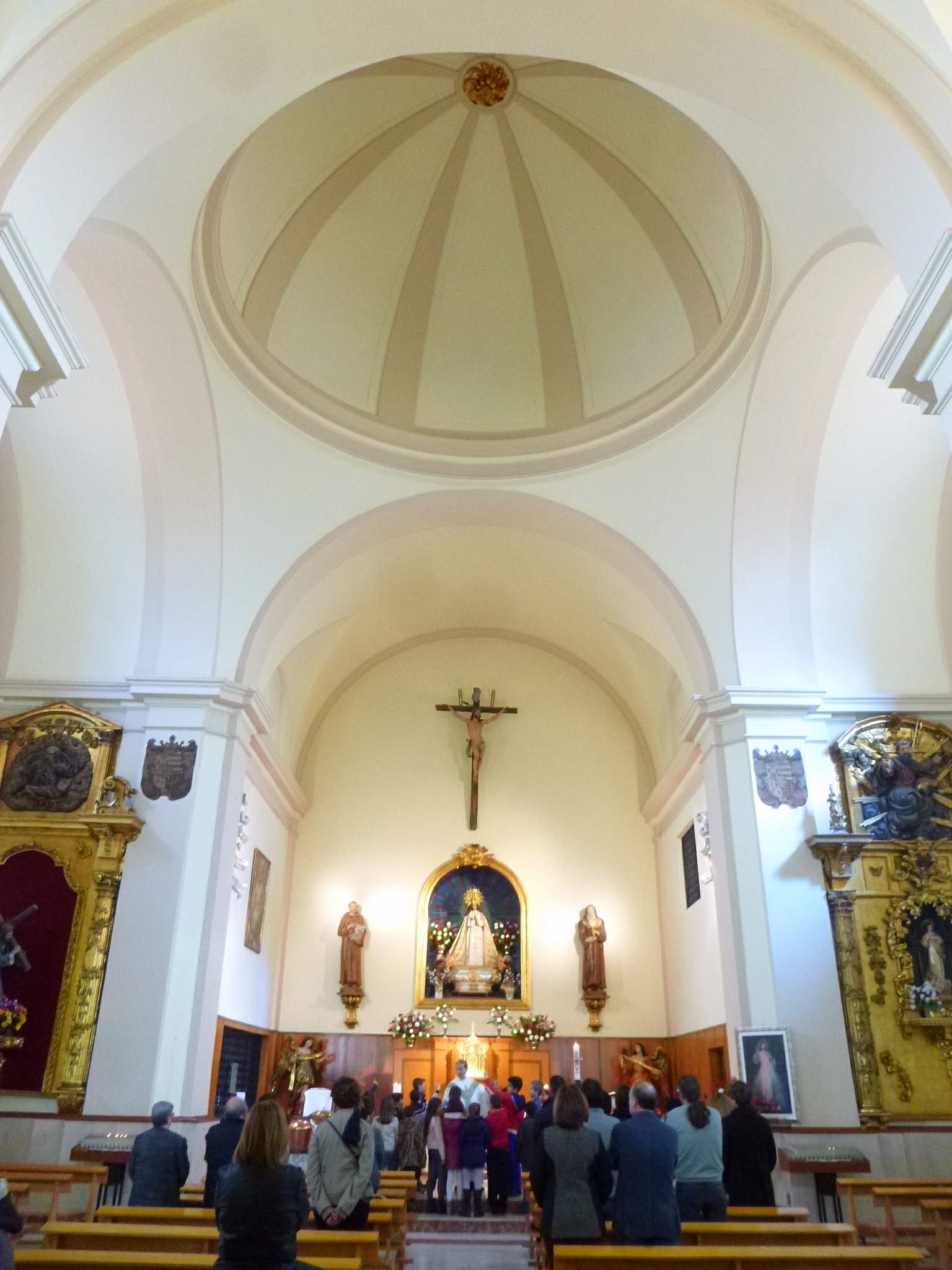
Interior. Cúpula y presbiterio.
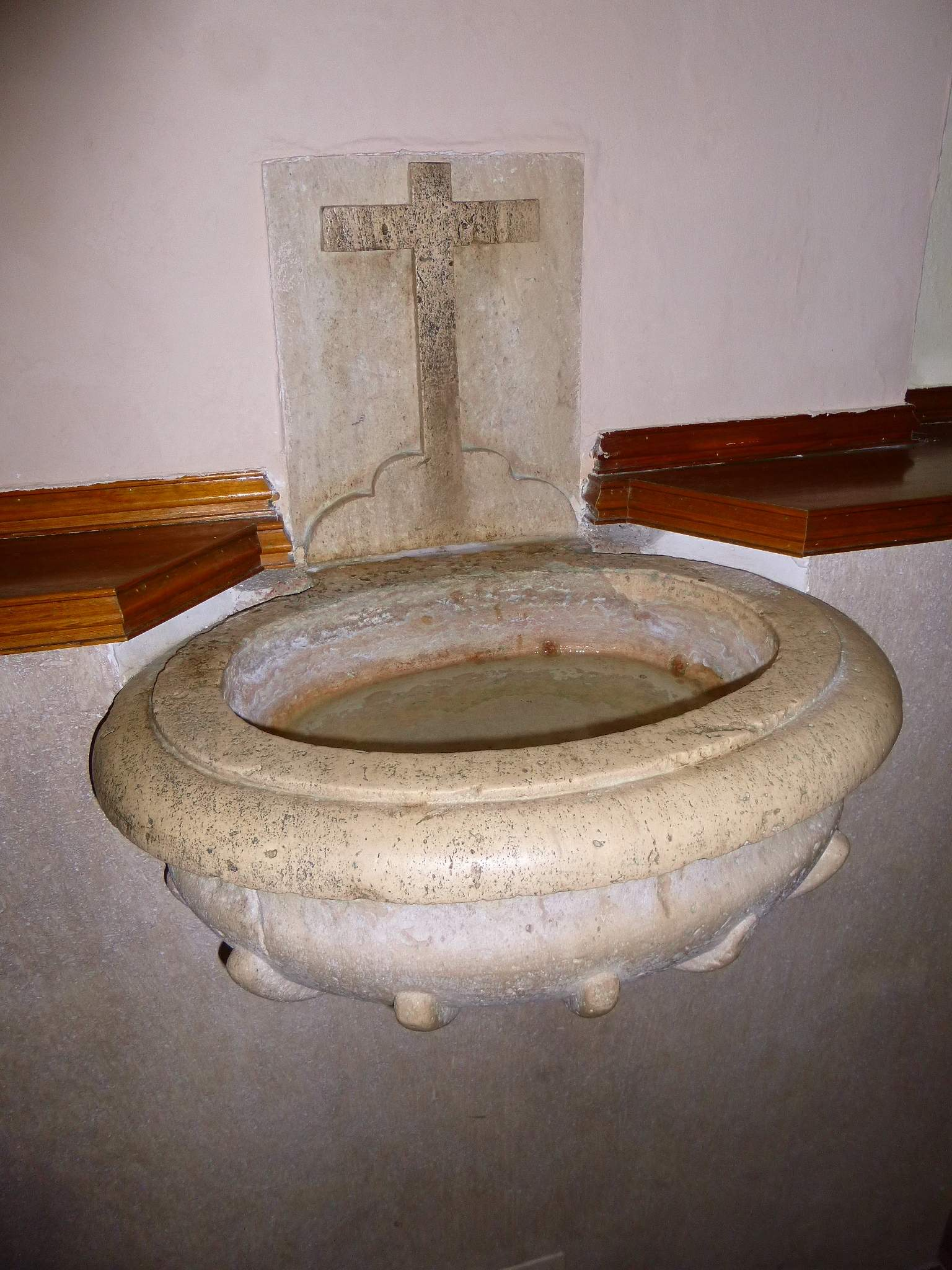
Pila del agua bendita.
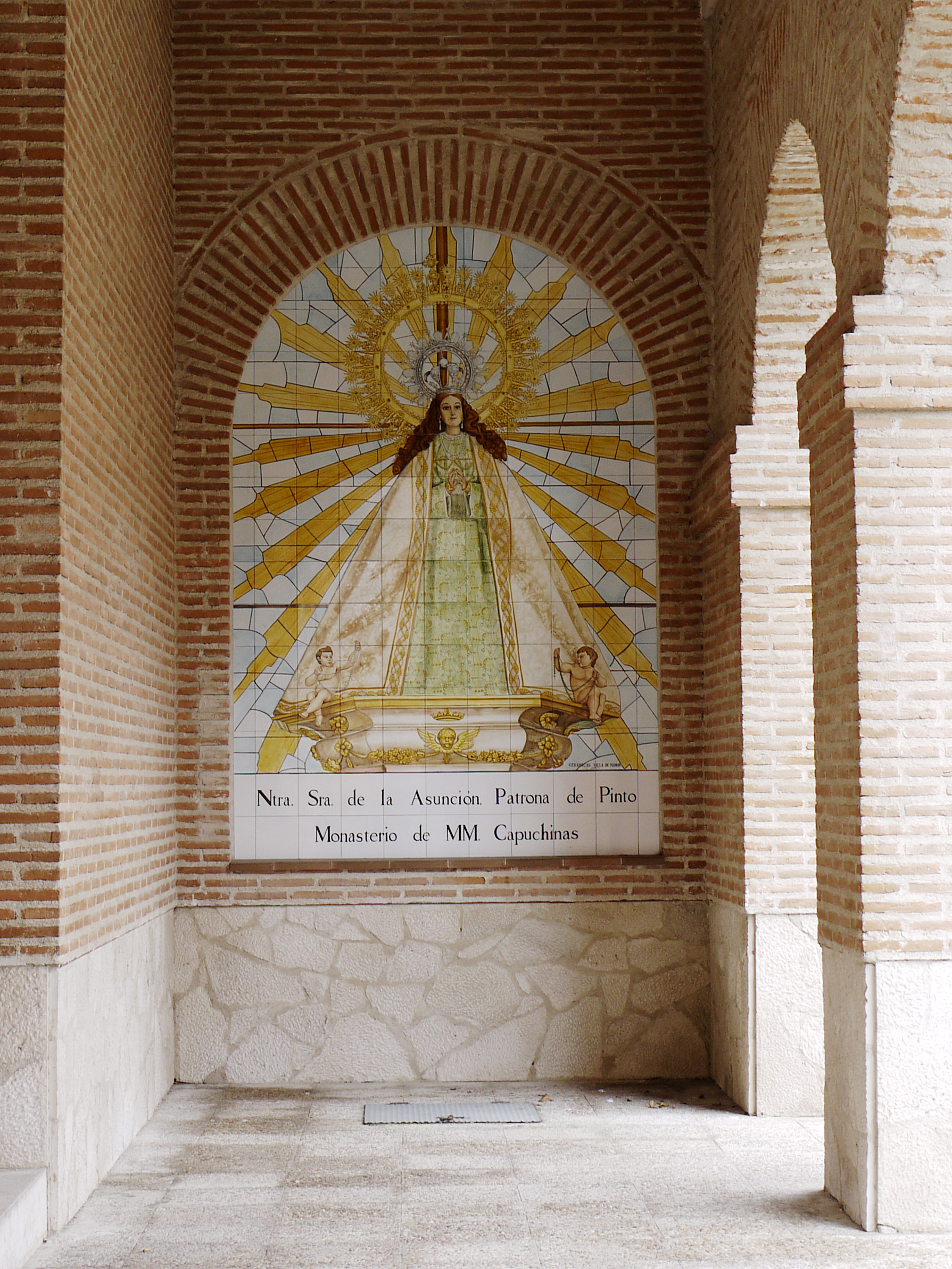
Mosaico con la imagen de Nuestra Señora de la Asunción, en la zona norte del atrio.

## Convento
El convento de las monjas capuchinas de Pinto fue fundado por don Pedro Pacheco y Chacón, primer marqués de Castrofuerte y hermano del primer conde de Pinto don Luis Carrillo de Toledo. Para ello restauró el monasterio que habían abandonado en la localidad las Bernardas y el 13 de junio de 1639 se instaló en el mismo la nueva comunidad conventual.